# Oberonioides
Oberonioides – rodzaj roślin z rodziny storczykowatych (Orchidaceae). Obejmuje 7 gatunków występujących w Azji Południowo-Wschodniej w takich krajach i regonach jak: południowo-wschodnie Chiny, Tajwan, Tajlandia.

## Systematyka
Rodzaj sklasyfikowany do plemienia Malaxideae, podrodzina epidendronowe (Epidendroideae), rodzina storczykowate (Orchidaceae), rząd szparagowce (Asparagales) w obrębie roślin jednoliściennych.
Wykaz gatunków
- Oberonioides furcata (Hook.f.) Ormerod & Juswara
- Oberonioides maingayi (Hook.f.) Ormerod & Juswara
- Oberonioides oberoniiflora (Seidenf.) Szlach.
- Oberonioides parvula (Hook.f.) Ormerod
- Oberonioides pilifera (J.J.Sm.) Ormerod & Juswara
- Oberonioides purpureoviridis (Ridl. ex Burkill & Holttum) Ormerod & Juswara
- Oberonioides pusillus (Rolfe) Marg. & Szlach.